# パスクワーレ・アンフォッシ

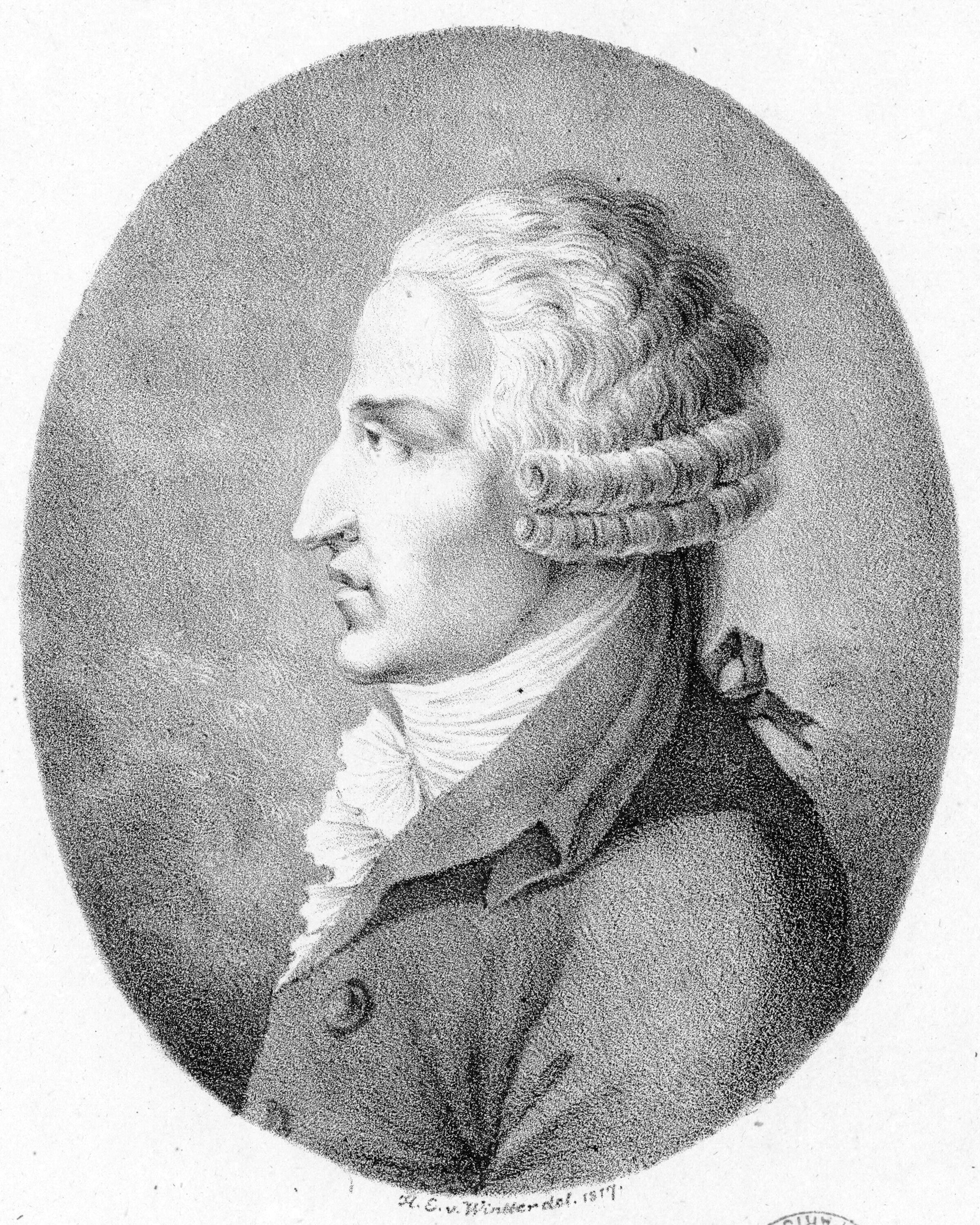
パスクワーレ・アンフォッシ

パスクワーレ・アンフォッシ（Pasquale Anfossi、1727年4月5日 - 1797年2月）は、イタリアのオペラ作曲家。1760年代から1790年代にかけて多数の作品を作曲したが、現在はほとんど忘れ去られている。

## 生涯
アンフォッシはインペリア県タッジャに生まれた。父はヴァイオリニストで、最初はヴァイオリンを学んだが、11歳のときに小さな楽団の一員となって教会やヴィラで巡業した。おそらく地元の貴族の世話によって1744年から1752年までナポリのサンタ・マリア・ディ・ロレート音楽院でヴァイオリンを学んだほか、作曲をニコロ・ピッチンニに学んだ。卒業後はしばらくナポリの劇場のオーケストラでヴァイオリンを教えていた。
1763年1月にローマのカプラニカ劇場 (Teatro Capranica) で上演された『賢い女中 (La serva spiritosa)』がオペラ作曲家としてのデビュー作とされる。それほど人気のある作曲家ではなかったが、1773年、すでに45歳になったアンフォッシがローマのカーニバルのために作曲した『迫害された見知らぬ女 (L'incognita perseguitata)』が大ヒットし、イタリア各地およびヨーロッパ各地で再演された。アンフォッシはこの作品で突然流行作家になった。この時期の主要な作品には『偽の女庭師 (La finta giardiniera)』（1774年ローマ）、『試練に遭うやきもち (Il geloso in cimento)』（1774年ウィーン）、『けち (L'avaro)』（1775年ヴェネツィア）、『真の貞節 (La vera costanza)』（1776年ローマ）、『無分別な詮索好き (Il curioso indiscreto)』（1777年ローマ）、『幸せな旅行者たち (I viaggiatori felici)』（1780年ヴェネツィア）などがある。
1780年にはパリ、1782年にはロンドンに移り、国王劇場のために『貞節の勝利 (Il trionfo della costanza)』を作曲した。1783年には国王劇場の監督をつとめ、自作のほかにグルックの『オルフェオとエウリディーチェ』、ヘンデル、ヨハン・クリスティアン・バッハの作品を上演した。
1784年にプラハとベルリンを訪れ、1786年にイタリアに戻って作曲を続けた。この時期の最良の作品とされるのは『幸運な嫉妬 (Le gelosie fortunate)』（1786年ヴェネツィア）である。しかし1780年代の末になるとアンフォッシの人気は落ちた。
1792年、ラテラノ大聖堂の合唱監督であったジョヴァンニ・バッティスタ・カザーリ (Giovanni Battista Casali) が没するとその後継者となり、主に教会音楽を書くようになった。
1797年2月にローマで没した。

## 作品
アンフォッシは生涯に76曲のオペラを書き、オペラ・セリアとオペラ・ブッファの両方が含まれるが、とくにブッファに長じていた。晩年には約10曲のオラトリオを含む教会音楽も書いた。しかしながらピッチンニ、サッキーニ、チマローザらとくらべると凡庸で、作品はほとんど忘れられてしまった。
いくつかの作品は他の作曲家によって新たな音楽がつけられたために名を知られている。
『偽の女庭師 (La finta giardiniera)』（リブレット作者不明）は1774年にローマのカーニバルで上演され、その後ウィーンを含むいくつかの劇場で成功をおさめた。モーツァルトのオペラ『偽の女庭師』は同じリブレットに基いて翌年書かれたもので、音楽にも共通性が見られる。モーツァルトはまた『無分別な詮索好き』のウィーン公演（1783年）のために3曲の挿入アリアを書き（K 418-420）、『幸運な嫉妬』のウィーン公演（1788年）でバスのための挿入アリアを書いている（K 541）。
『真の貞節 (La vera costanza)』（フランチェスコ・プッティーニのリブレット）は1776年にローマで上演して成功をおさめ、同じリブレットにもとづいて多くの作品が書かれた。ハイドンのオペラ『真の貞節』（1779年）もその1つである。ハイドンはまたエステルハーザの音楽監督としてアンフォッシの作品を上演し、そのための挿入アリアをいくつか書いている。
『古城塞の男爵 (Il barone di rocca antica)』（ジュゼッペ・ペトロゼッリーニのリブレット）は初期の合作オペラで、全2幕の第1幕をカルロ・フランキ (it:Carlo Franchi) 、第2幕をアンフォッシが作曲して1771年にローマで初演された。翌年アントニオ・サリエリが同じリブレットにもとづいて『古城塞の男爵』を作曲し、ウィーンで上演した。
『パルミラのゼノビア (Zenobia di Palmira)』（ガエターノ・セルトルのリブレット）は晩年の作品で、1790年にヴェネツィアのカーニバルで上演されて大きな成功を得た。ロッシーニのオペラ『パルミラのアウレリアーノ』（1813年）のリブレットはこの作品にもとづいてフェリーチェ・ロマーニによって書かれた。

## 音源
- 『無分別な詮索好き』はモーツァルトによる挿入アリアを加えた形のモーツァルテウム管弦楽団による演奏（1984年）がある[7]。
- 『偽の女庭師』は2005年にCappella della Pietà de’ Turchini（現Cappella Neapolitana）によって上演された[8]。
- 合作『古城塞の男爵』は全曲録音（1990年）が入手できる[9]。
- 短篇『魔女チルチェ (La maga Circe)』（1788年ローマ）の全曲録音（1987年）が入手できる[10]。
- オラトリオ『認められたヨセフ (Giuseppe riconosciuto)』はピエトロ・メタスタージオのリブレットによる1776年の作品で、2000年にローマで上演された。
- オラトリオ『贖い主の誕生 (La Nascita del Redentore)』（1780年）は1995年にCDがリリースされた[11]。
- オラトリオ『聖フィリッポ・ネリの死 (La morte di San Filippo Neri)』（1796年）はNAXOSのCDがある[12]。